# Puchar Słowenii w piłce siatkowej mężczyzn (1994/1995)
Puchar Słowenii w piłce siatkowej mężczyzn 1994/1995 – 4. sezon rozgrywek o siatkarski Puchar Słowenii po odzyskaniu przez to państwo niepodległości zorganizowany przez Słoweński Związek Piłki Siatkowej (Odbojkarska zveza Slovenije, OZS).
Do Pucharu Słowenii w sezonie 1994/1995 zgłosiło się 41 drużyn. Rozgrywki składały się z trzech rund wstępnych, 1/8 finału, ćwierćfinałów, półfinałów i finału. We wszystkich rundach rywalizacja toczyła się w systemie pucharowym. 
Po raz trzeci Puchar Słowenii zdobył klub Bella Viola Maribor, który w finale pokonał Salonit Anhovo Kanal.

## Drużyny uczestniczące
| Interliga (2 drużyny)              | Interliga (2 drużyny) |
| ---------------------------------- | --------------------- |
| Bella Viola Maribor                | zwycięstwo            |
| Salonit Anhovo Kanal               | finał                 |
| 1A. DOL (6 drużyn)                 |                       |
| FI Prom Žirovnica                  | ćwierćfinał           |
| Kamnik                             | półfinał              |
| Ljutomer                           | 1/8 finału            |
| Olimpija                           | 1/8 finału            |
| Pionir Novo mesto                  | 1/8 finału            |
| Vigros Pomurje                     | półfinał              |
| 1B. DOL (6 drużyn)                 |                       |
| Fužinar                            | ćwierćfinał           |
| Granit Preskrba Slovenska Bistrica | 1/8 finału            |
| Minolta Bled                       | ćwierćfinał           |
| Olimpija II Brezovica              | 1/8 finału            |
| SIP Šempeter                       | 3. runda              |
| Topolšica                          | ćwierćfinał           |
| 2. DOL (9 drużyn)                  |                       |
| BIK Turbina                        | 3. runda              |
| Braslovče                          | 3. runda              |
| Claudia Shop Beltinci              | 3. runda              |
| Intes Maribor                      | 3. runda              |
| Mislinja                           | 2. runda              |
| Pan Kovinar Kočevje                | 1/8 finału            |
| Pionir II Žužemberk                | 3. runda              |
| Simonov Zaliv Izola                | 3. runda              |
| Termo Lubnik Škofja Loka           | 3. runda              |

| 3. DOL (10 drużyn)   | 3. DOL (10 drużyn) |
| -------------------- | ------------------ |
| Bled II              | 2. runda           |
| Domžale              | 3. runda           |
| FI Prom II Žirovnica | 2. runda           |
| IGM Hoče             | 1/8 finału         |
| Mokronog             | 2. runda           |
| Plamen               | 2. runda           |
| Portorož             | 3. runda           |
| Prvačina             | 2. runda           |
| Sedex Branik         | 2. runda           |
| Triglav Kranj        | 3. runda           |
| Pozostałe (8 drużyn) |                    |
| Ljutomer RTC Krajnc  | 2. runda           |
| Pink Pizza           | 1/8 finału         |
| ŠD Gorenje           | 1. runda           |
| ŠD Hoče              | 3. runda           |
| ŠD Hoče II           | 2. runda           |
| ŠD Tabor             | 2. runda           |
| UNZ Maribor          | 2. runda           |
| Velenje              | 2. runda           |

## Rozgrywki

### 1. runda
| Drużyna 1  | Drużyna 2 |
| ---------- | --------- |
| ŠD Gorenje | Velenje   |

### 2. runda
| Drużyna 1                | Drużyna 2            |
| ------------------------ | -------------------- |
| ŠD Hoče                  | ŠD Tabor             |
| Termo Lubnik Škofja Loka | FI Prom II Žirovnica |
| Mislinja                 | Domžale              |
| Braslovče                | Velenje              |
| Simonov Zaliv Izola      | Sedex Branik         |
| Ljutomer RTC Krajnc      | IGM Hoče             |
| Portorož                 | Prvačina             |
| Intes Maribor            | ŠD Hoče II           |
| Plamen                   | Triglav Kranj        |
| BIK Turbina              | UNZ Maribor          |
| Pionir II Žužemberk      | Mokronog             |
| Bled II                  | Pink Pizza           |

### 3. runda
| Drużyna 1                          | Drużyna 2                |
| ---------------------------------- | ------------------------ |
| Ljutomer                           | ŠD Hoče                  |
| Olimpija                           | Termo Lubnik Škofja Loka |
| FI Prom Žirovnica                  | Domžale                  |
| Topolšica                          | Braslovče                |
| Kamnik                             | Simonov Zaliv Izola      |
| SIP Šempeter                       | IGM Hoče                 |
| Granit Preskrba Slovenska Bistrica | Portorož                 |
| Minolta Bled                       | Intes Maribor            |
| Pan Kovinar Kočevje                | Triglav Kranj            |
| Olimpija II Brezovica              | BIK Turbina              |
| Fužinar                            | Pionir II Žužemberk      |
| Claudia Shop Beltinci              | Pink Pizza               |

### 1/8 finału
| Drużyna 1            | Drużyna 2                          |
| -------------------- | ---------------------------------- |
| Bella Viola Maribor  | Ljutomer                           |
| Olimpija             | FI Prom Žirovnica                  |
| Pionir Novo mesto    | Topolšica                          |
| Kamnik               | IGM Hoče                           |
| Salonit Anhovo Kanal | Granit Preskrba Slovenska Bistrica |
| Minolta Bled         | Pan Kovinar Kočevje                |
| Vigros Pomurje       | Olimpija II Brezovica              |
| Fužinar              | Pink Pizza                         |

### Ćwierćfinały
| Drużyna 1            | Drużyna 2         |
| -------------------- | ----------------- |
| Bella Viola Maribor  | FI Prom Žirovnica |
| Topolšica            | Kamnik            |
| Salonit Anhovo Kanal | Minolta Bled      |
| Vigros Pomurje       | Fužinar           |

### Półfinały
| Drużyna 1            | Drużyna 2      | Wynik                                 |
| -------------------- | -------------- | ------------------------------------- |
| Bella Viola Maribor  | Kamnik         | 3:0 (15:5, 15:8, 15:13)               |
| Bella Viola Maribor  | Kamnik         | 3:0 (15:5, 15:5, 15:4)                |
| Salonit Anhovo Kanal | Vigros Pomurje | 3:1 (10:15, 15:9, 15:8, 15:13)        |
| Salonit Anhovo Kanal | Vigros Pomurje | 3:2 (15:6, 15:8, 10:15, 10:15, 15:11) |

### Finał
| Drużyna 1           | Drużyna 2            | Wynik                    |
| ------------------- | -------------------- | ------------------------ |
| Bella Viola Maribor | Salonit Anhovo Kanal | 3:0 (15:11, 15:12, 15:8) |
| Bella Viola Maribor | Salonit Anhovo Kanal | 3:0 (15:9, 15:9, 15:7)   |